# Oranienbaum, Sachsen-Anhalt
Oranienbaum är en ortsteil i staden Oranienbaum-Wörlitz i Landkreis Wittenberg i förbundslandet Sachsen-Anhalt i Tyskland. Oranienbaum var en stad fram till den 1 januari 2011 när den uppgick i Oranienbaum-Wörlitz. Oranienbaum hade 3 280 invånare 2010.
Ursprungligen låg här den medeltida byn Nischwitz, som omkring år 1500 övergavs som ödeby. 1645 lät furstinnan Agnes av Anhalt-Dessau uppföra ett befäst hus på platsen. Barockslottet och staden Oranienbaum anlades med ett rätlinjigt gatunät i slutet av 1600-talet och början av 1700-talet. Namnet valdes till grevinnan Henriette Catharina av Oranien-Nassaus ära.